# Verônica (montanha)

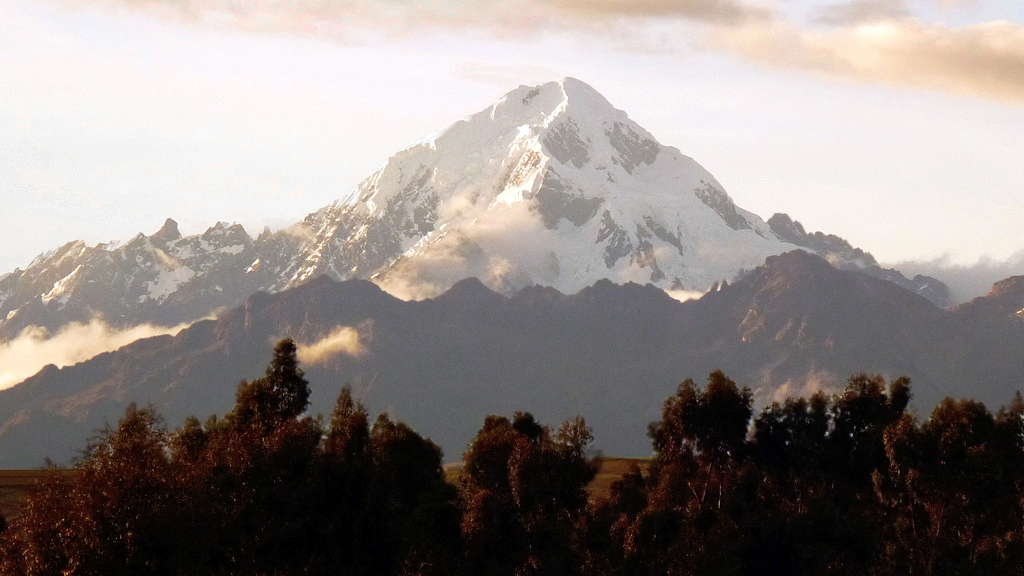
Montanha Verônica

A montanha Verônica é uma montanha de 5893 metros de altura que fica na cordilheira de Urubamba [en] nos Andes do Peru. Também é chamada de Huacrahuilki, Huacay Huilcay, Wayna Willka, Waqaywillka, Urubamba ou Padre Eterno. É considerada pelos habitantes da região como um Apu protetor da agricultura no Vale Sagrado dos Incas. Há uma lenda que conta que Verônica era uma princesa que se apaixonou por Salkantay, um guerreiro de Cusco, mas foi sacrificada pelo seu povo que não aceitava esse amor.[carece de fontes?]